# 军地坪街道
军地坪街道，是中华人民共和国湖南省张家界市武陵源区下辖的一个乡镇级行政单位。
2015年，将原张家界国家森林公园管理处代管的张家界居委会、锣鼓塔居委会、袁家界居委会以及张家界国营林场等区域（区域面积为46.5484平方千米）并入武陵源区军地坪街道。

## 行政区划
军地坪街道下辖以下地区：
吴家峪社区、宝峰路社区、画卷路社区和索溪林场生活区。